# Rally de San Froilán de 1985
El Rally San Froilán de 1985 fue la séptima edición y la décima ronda de la temporada 1985 del Campeonato de España de Rally. Se celebró del 8 al 9 de octubre.
En este edición Salvador Servià y Carlos Sainz protagonizaron un bonito duelo en la lucha por el título nacional. El primero en liderar fue Sainz que se puso primero con once segundos de diferencia, luego Servià contraatacó y recortó seis y ocho segundos en los siguientes dos tramos. Los cambios de líder se alternaron durante toda la prueba hasta que en el tramo trece Sainz se salió de carretera en una curva a alta velocidad realizando varios trompos y golpeando una pared de piedra destrozando el frontal de su Renault. De esta manera Servià solo en cabeza logró una cómoda victoria que le proclamaba campeón de España de manera matemática a falta de dos citas. La segunda plaza fue para Beny Fernández que a pesar de un susto en el segundo tramo realizó una buena actuación que prácticamente aseguraba a Opel el campeonato de marcas. Tercero fue Genito Ortiz, piloto que llevana casi un año sin competir. En el grupo N venció José Mora que logró el quinto de la general mientras que Josep Bassas]] octavo fue segundo de la categoría, mientras que Roland Holke se hizo con el campeonato Seat Interior-Ibiza.

## Clasificación final
| Pos. | Piloto                  | Copiloto             | Automóvil                     | Tiempo  | Diferencia |
| ---- | ----------------------- | -------------------- | ----------------------------- | ------- | ---------- |
| 1.   | Salvador Servià         | Jordi Sabater        | Lancia 037 Rally              | 2:15:50 | 0.0        |
| 2.   | Beny Fernández          | José López Orozco    | Opel Manta 400                | 2:17:28 | +1:38      |
| 3.   | Genito Ortiz            | Ramón Mínguez        | Renault 5 Turbo Tour de Corse | 2:19:46 | +3:56      |
| 4.   | Rafael Martorell        | Gràcia Bou           | Talbot Samba Rallye           | 2:31:37 | +15:47     |
| 5.   | José Mora               | Luis Rodríguez Moya  | Renault 5 GT Turbo            | 2:34:12 | +18:22     |
| 6.   | Luis Barrio             | Diego Barcia         | Porsche 911 SC                | 2:35:01 | +19:11     |
| 7.   | Chano Arias             | Bandera de ?         | Volkswagen Golf I GTI         | 2:37:21 | +21:31     |
| 8.   | Josep Bassas            | María Pilar Mas      | Renault 11 Turbo              | 2:38:40 | +22:50     |
| 9.   | Germán Castrillón       | Jesús Fernando Padín | Renault 5 GT Turbo            | 2:38:50 | +23:00     |
| 10.  | Alfonso Fernández Pavón | Bandera de ?         | Renault 5 GT Turbo            | 2:42:04 | +26:14     |